# Ricardo Zatelli
Ricardo Zatelli fue un exfutbolista argentino que se desempeñaba como delantero.

## Clubes
| Club         | País      | Año         |
| ------------ | --------- | ----------- |
| River Plate  | Argentina | 1931 - 1934 |
| Boca Juniors | Argentina | 1934 - 1936 |
| Tigre        | Argentina | 1937 - 1938 |
| Los Andes    | Argentina | 1939 - 1941 |